# Кубок Англии по футболу 1878/1879
Кубок Англии по футболу 1878/79 (англ. 1878–79 FA Cup) — 8-й розыгрыш старейшего футбольного турнира в мире, Переходящего кубка Футбольной ассоциации, более известного как Кубок Англии. На момент первой жеребьёвки розыгрыша Кубка в нём было заявлено 43 футбольных клуба, однако 6 из них не сыграли ни одного матча.

## Первый раунд
| Домашняя команда    | Счёт   | Выездная команда    | Дата            |
| ------------------- | ------ | ------------------- | --------------- |
| Барнс               | 1:1    | Мейденхед Юнайтед   | 19 октября 1878 |
| Шеффилд             | 1:1    | Грантем             | 28 октября 1878 |
| Аптон Парк          | 5:0    | Саффрон Уолден Таун | 30 октября 1878 |
| Форест Скул         | 7:2    | Рочестер            | 2 ноября 1878   |
| Олд Хэрроувианс     | 8:0    | Саутхилл Парк       | 2 ноября 1878   |
| Оксфорд Юниверсити  | 7:0    | Уэнсбери Строллерс  | 2 ноября 1878   |
| Ромфорд             | 3:1    | Рамблерс            | 2 ноября 1878   |
| Брентвуд            | 1:3    | Пилгримс            | 9 ноября 1878   |
| Кембридж Юниверсити | 2:0    | Хертс Рейнджерс     | 9 ноября 1878   |
| Грей Фрайрз         | 2:1    | Марлоу              | 9 ноября 1878   |
| Рединг              | 1:0    | Хендон              | 9 ноября 1878   |
| Ройал Энджинирс     | 3:0    | Олд Форестерс       | 9 ноября 1878   |
| Свифтс              | 2:1    | Хокз                | 9 ноября 1878   |
| Уондерерс           | 2:7    | Олд Итонианс        | 9 ноября 1878   |
| Ноттс Каунти        | 1:3    | Ноттингем Форест    | 16 ноября 1878  |
| Дарвен              | т.п.   | Бирч                |                 |
| Клэпем Роверс       | т.п.   | Финчли              |                 |
| Саут Норвуд         | т.п.   | Лейтон              |                 |
| Пантерс             | т.п.   | Раннимейд           |                 |
| Ремнантс            | т.п.   | Юнити               |                 |
| Минерва             | т.п.   | 105-й полк          |                 |
| Игли                | дальше |                     |                 |

### Переигровки первого раунда
| Домашняя команда  | Счёт | Выездная команда | Дата           |
| ----------------- | ---- | ---------------- | -------------- |
| Мейденхед Юнайтед | 0:4  | Барнс            | 9 ноября 1878  |
| Грантем           | 1:3  | Шеффилд          | 18 ноября 1878 |

## Второй раунд
| Домашняя команда    | Счёт | Выездная команда   | Дата            |
| ------------------- | ---- | ------------------ | --------------- |
| Кембридж Юниверсити | 3:0  | Саут Норвуд        | 4 декабря 1878  |
| Клэпем Роверс       | 10:1 | Форест Скул        | 7 декабря 1878  |
| Игли                | 0:0  | Дарвен             | 7 декабря 1878  |
| Грей Фриарс         | 0:3  | Минерва            | 7 декабря 1878  |
| Ройал Энджинирс     | 0:4  | Оксфорд Юниверсити | 10 декабря 1878 |
| Рединг              | 0:1  | Олд Итонианс       | 18 декабря 1878 |
| Ноттингем Форест    | 2:0  | Шеффилд            | 21 декабря 1878 |
| Олд Харровианс      | 3:0  | Пантерс            | 21 декабря 1878 |
| Ремнантс            | 6:2  | Пилгримс           | 21 декабря 1878 |
| Свифтс              | 3:1  | Ромфорд            | 21 декабря 1878 |
| Барнс               | 3:2  | Аптон Парк         | 4 января 1879   |

### Переигровка второго раунда
| Домашняя команда | Счёт | Выездная команда | Дата            |
| ---------------- | ---- | ---------------- | --------------- |
| Дарвен           | 4:1  | Игли             | 21 декабря 1878 |

## Третий раунд
| Домашняя команда   | Счёт   | Выездная команда    | Дата           |
| ------------------ | ------ | ------------------- | -------------- |
| Олд Итонианс       | 5:2    | Минерва             | 11 января 1879 |
| Олд Хэрроувианс    | 0:2    | Ноттингем Форест    | 28 января 1879 |
| Ремнантс           | 2:3    | Дарвен              | 30 января 1879 |
| Клэпем Роверс      | 1:0    | Кембридж Юниверсити | 1 февраля 1879 |
| Оксфорд Юниверсити | 2:1    | Барнс               | 1 февраля 1879 |
| Свифтс             | дальше |                     |                |

## Четвёртый раунд
| Домашняя команда | Счёт | Выездная команда   | Дата            |
| ---------------- | ---- | ------------------ | --------------- |
| Олд Итонианс     | 5:5  | Дарвен             | 13 февраля 1879 |
| Ноттингем Форест | 2:1  | Оксфорд Юниверсити | 25 февраля 1879 |
| Клэпем Роверс    | 8:1  | Свифтс             | 8 марта 1879    |

### Переигровки четвёртого раунда
| Домашняя команда | Счёт | Выездная команда | Дата          |
| ---------------- | ---- | ---------------- | ------------- |
| Дарвен           | 2:2  | Олд Итонианс     | 8 марта 1879  |
| Олд Итонианс     | 6:2  | Дарвен           | 15 марта 1879 |

## Полуфиналы
| Домашняя команда | Счёт   | Выездная команда | Дата          |
| ---------------- | ------ | ---------------- | ------------- |
| Олд Итонианс     | 2:1    | Ноттингем Форест | 22 марта 1879 |
| Клэпем Роверс    | дальше |                  |               |

## Финал
| Домашняя команда | Счёт | Выездная команда | Дата          |
| ---------------- | ---- | ---------------- | ------------- |
| Олд Итонианс     | 1:0  | Клэпем Роверс    | 29 марта 1879 |